# 단지증
단지증(短指症, 영어: brachydactyly)은 손가락이나 발가락이 짧게 발생하는 유전병으로 손가락 뼈나 발가락 뼈의 길이가 짧게 발달한다. 일반적으로 우성으로 유전되며 작은 키를 동반한다. 짧은가락증이라고도 부른다.

## 유형
| 유형                  | 유전자      | 유전자 좌위            | 증상 및 특징 |       |
| 유형 A1, BDA1         | IHH BDA1B   | 5p13.3-p13.2, 2q33-q35 | 모든 손가락의 가운데 지절골이 흔적만 남겨져 있거나 말단 지절골과 합쳐져 있다. 엄지손가락과 엄지발가락의 안쪽 지절골이 짧다. |       |
| 유형 A2, BDA2         | BMPR1B GDF5 | 20q11.2, 4q23-q24      | 두 번째 손가락, 발가락의 가운데 지절골이 짧다. 이상이 있는 가운데 지절골이 능형 혹은 삼각형이기 때문에 둘째손가락의 끝이 흔히 방사상으로 이탈되어 있다. |       |
| 유형 A3, BDA3         |             |                        | 다섯 번째 손가락의 가운데 지절골이 짧다. 5번째 손가락의 방사상의 만곡이 일어난다. 중국인, 몽골인, 아메리칸 인디언에서 백인이나 흑인보다 높은 빈도로 발병되며 여성에서 많이 발병한다. |       |
| 유형 A4, BDA4         |             |                        | 2번째, 5번째 손가락의 지중절이 짧고 작으며, 바깥쪽 4개의 발가락 가운데 있는 지절골도 없다. 4번째 손가락에 이상이 생기는 경우는 가운데 지절골에 이상으로 말단 지절골의 만곡이 일어나는 증상을 보인다. 외측의 4개의 발가락의 가운데 지절골도 보이지 않는다.                                                                                                |       |
| 유형 A5, BDA5         |             |                        | 손톱, 발톱에 발달 이상이 나타난다. |       |
| 유형 A6, BDA6         |             |                        | 지절골이 없거나 생기다 말았으며, 이 유형의 환자들은 대체적으로 키가 작은 편이다. 하지만 모든 환자는 정상지능을 보인다. 1985년 오스볼드(Osebold)등에 의해 보고되었기 때문에 오스볼드-레몬디니 증후군이라고도 한다. |       |
| 유형 A7, BDA7         |             |                        | | [ 1 ] |
| 유형 B, BDB (or BDB1) | ROR2        | 9q22                   | 말단 지절골의 이상과 손톱의 미형성이 특이한 증상이다. 가운데 지절골이 짧고, 그에 더하여 말단 지절골이 흔적만 있거나 없는 경우도 있다. 손가락과 발가락 모두에 이상이 생기고, 엄지손가락과 엄지 발가락이 미형성되어 있는 것이 보통이다. |       |
| 유형 C, BDC           | GDF5        | 20q11.2                | 손가락의 이상이 매우 다양하게 나타난다. 2번째 손가락과 3번째 손가락의 가운데 지절골의 이상, 5번째 손가락의 가운데 지절골의 삼각형 증상, 단중수족, 지절유합증 등의 증상이 있다. |       |
| 유형 D, BDD           | HOXD13      | 2q31-q32               | 엄지손가락과 엄지 발가락의 말단 지절골이 짧고 넓은 모양을 보이는 것이 특이적 증상이다. |       |
| 유형 E, BDE           | HOXD13      | 2q31-q32               | 손가락이 짧아지는 것이 주로 중수골과 중족골에서 일어난다. 또한 같은 가계 내에서조차 환자들마다 이상이 생기는 손가락이 다르게 나타나는 다양한 증상을 보인다. BDE 환자들은 짧은 신장을 보이는 경향이 있고, 둥근 모양의 얼굴을 가진다. 그러나 정신 지체나 백내장을 보이지는 않는다. 1968년 허트조그(Hertzorg)에 의해 E1, E2, E3의 세가지 타입이 보고되었다. |       |
| 유형 E1, BDE1         |             |                        | 이상이 4번째 중수골과(혹은) 중족골에 국한된다. |       |
| 유형 E2, BDE2         |             |                        | 다양한 중수골 이상과 함께 2번째와 3번째 말단 지절골의 이상, 2번째와 5번째 손가락의 가운데 지절골의 이상을 동반한다. |       |
| 유형 E3, BDE3         |             |                        | 지절골의 이상을 동반하지 않는 짧은 중수골의 다양한 조합이 나타난다. |       |
| 유형 B and E          | ROR2 HOXD13 | 9q22, 2q31-q32         | 유형 B와 유형 E가 융합되어 나타난다. |       |
| 유형 A1B, BDA1B       |             | 5p13.3-p13.2           | |       |